# シャトー・ムートン・ロートシルト

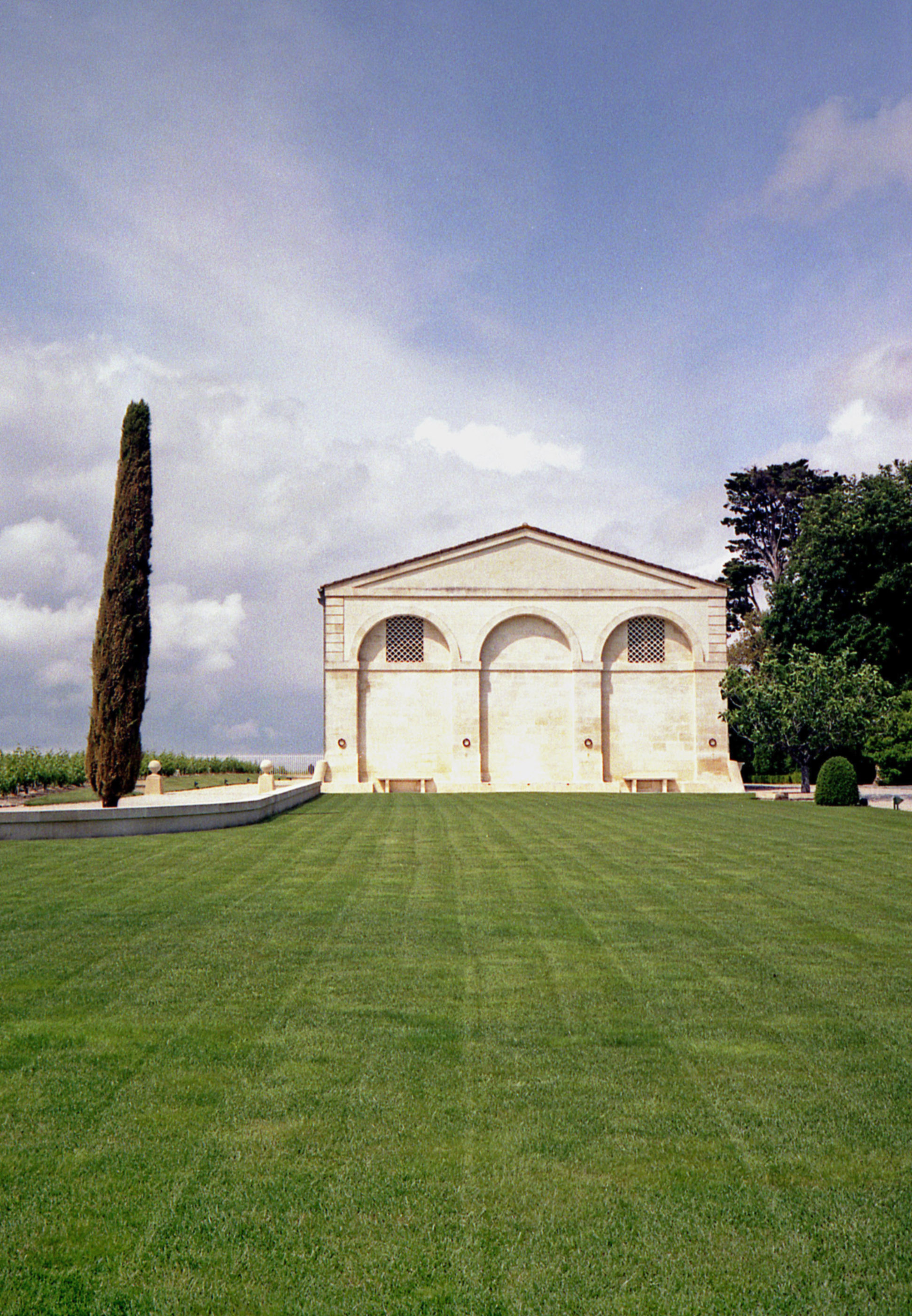
シャトー・ムートン・ロートシルト

シャトー・ムートン・ロートシルト(fr:Château mouton rothschild)とは、フランスの有名なシャトー。ボルドーから北西50km、メドックのポーイヤックにある。「ロートシルト」は「ロスチャイルド」のドイツ語読みである。

## 概要
同名の赤ワイン、シャトー・ムートン・ロートシルトは、世界で最も偉大なクラレットの1つに数えられる。オークの大タンクを用いる「ムートン式」の伝統的な手法で醸造した後に、オークの新樽に移して熟成させる方法で生産されている。
1853年、シャトー・ブラーヌ＝ムートンという名で知られていたワイナリーを、ナタニエル・ド・ロスシルド男爵が競売で落札し、シャトー・ムートン・ロートシルトと改名した。1922年にナタニエルの曽孫であり、シャトー・ムートンの名声を高めた人物として知られるフィリップ・ド・ロスシルド男爵がドメーヌを相続し、2年後の1924年、樽に詰められた状態でワインがネゴシアン（ワイン商）へ出荷される事が一般的であった時代に、シャトー内でボトル詰めをする元詰め方式を先駆けて採用した。

### ブドウ園
シャトー・ムートン・ロートシルトのブドウ園は、ボルドー・ジロンド川に至る斜面にあり、主にカベルネ・ソーヴィニヨン種のブドウを産する。
90ヘクタールに及ぶブドウ畑では、カベルネ・ソーヴィニヨン種 (80%)、メルロー種 (16%)、カベルネ・フラン種 (3%)、プチ・ヴェルド種 (1%)を栽培している。平均樹齢は45年、平均収穫量はワイン25,000ケース（30万本）分となっている。
この地方は泥灰土石灰質の基盤の上に礫の層が積もっており、ワイン用のブドウ園を除く農業には適さない土地と言われる。標高40メートル以下のなだらかな丘が連続した地域で、ブドウ園にも緩やかな傾斜が続く為、良好な水はけと日照を得られているとされる。ムートンの名は、そういった土地の特性を踏まえ、古フランス語で小高い土地を意味する「motte」もしくは「mothon」から来ていると考えられている。

### 格付けの変遷
1855年のボルドーワインの格付けは、ブドウ園のワインの当時の市価に基づいて決められていたが、シャトー・ムートン・ロートシルトはただ1つの例外となった。ムートンの市価はシャトー・ラフィット・ロートシルトと似通っていたにもかかわらず、第1級格付けからムートンは除外されたのである。当時のシャトー所有者であるフィリップ男爵は、これを「恐ろしい不正」と評した。一般には、格付けの直前にシャトーがイギリス人に買われ、フランス人の所有ではなくなっていたからだと信じられている。
シャトーの有力かつ強力な所有者による長年のロビー活動の結果、1973年6月21日、当時農業大臣であったジャック・シラクがムートンに対して第1級（プレミエ・クリュ）への昇格を認める省令に署名するに至った。これは1855年の格付けを変更させた唯一の例である（1856年のシャトー・カントメルルの追加を除く）。
格付けの昇格を受け、ラベルに記載されている標語が下記のように変更された。
- 昇格前：第1級たり得ず、第2級を肯んぜず、そはムートンなり (Premier ne puis, second ne daigne, Mouton suis.)
- 昇格後：今第1級なり、過去第2級なりき、されどムートンは不変なり (Premier je suis, Second je fus, Mouton ne change.)

## 芸術とワインラベル
フィリップ男爵は、年ごとのラベルのデザインを、その時々の著名な芸術家に依頼するという案を思い付いた。1924年、ジャン・カルリュにラベル制作を依頼するものの、時期尚早と判断した為か、翌年からは継続されなかった。
1945年、連合軍の勝利とフィリップ男爵自らの生還を祝し、芸術家フィリップ・ジュリアンにラベル制作を依頼した。そのボトルには「Victory」のV字がボトルの上部を飾り、賞賛を浴びた。以降、シャトー・ムートン・ロートシルトのラベルは世界の偉大な画家や彫刻家によりデザインされ、ムートンのイメージを重要で意義深いものにしている。今日に至るまでの唯一の例外は、2000年限定の、金のエナメルのボトルである。
1953年にはシャトー・ムートンの買収100年記念を祝うため、ナタニエル男爵の肖像がラベルに描かれた。1977年には、イギリスのエリザベス2世とクイーン・マザー（エリザベス王太后）がシャトーを訪れ、訪問を記念する特別ラベルがデザインされた。
ムートンの特別ラベルの歴史上、一年の間にラベルを2種類使用したことが使われたことが2度ある。1度目は1978年、モントリオールの芸術家ジャン＝ポール・リオペルが2種類のデザイン画を提出したときである。フィリップ男爵は絵を両方とも気に入ったため、その年の収穫を2つに分けて両方のデザインを使用した。
1993年のムートンのラベルは、フランスの画家バルテュスのデッサンで、横たわる裸のニンフが描かれていた。しかしこのラベルは、アメリカのATFに使用を拒否された。そのためアメリカ市場に向けてのラベルのみデッサン画が描かれるべき部分が白く残されることになり、コレクターは両方の種類を追い求めることになった。
ラベルの絵の人気は、オークションでの価格に影響している。より古く、収集可能な年と熟成具合とは噛み合っていない。

### ラベルを描いた画家の例

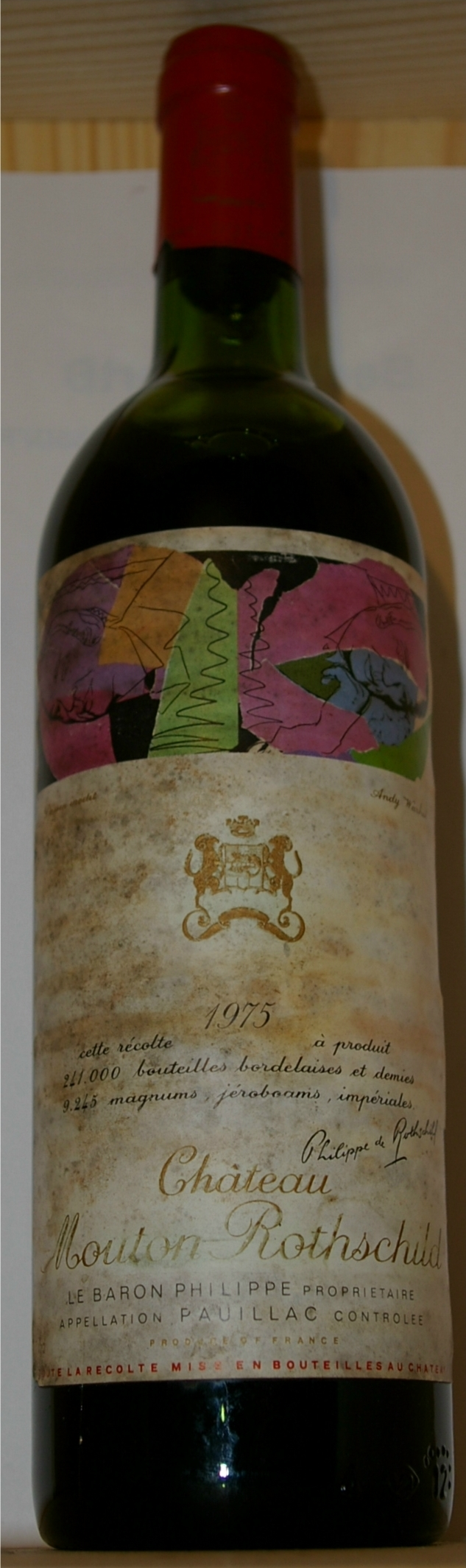
1970年：マルク・シャガール
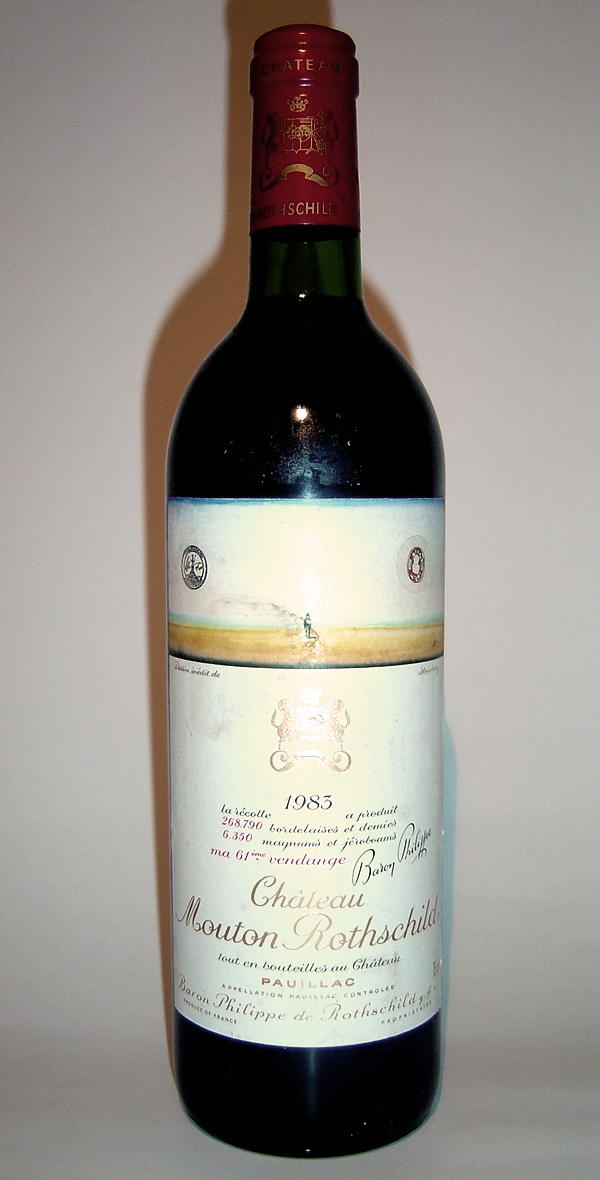
1971年：ワシリー・カンディンスキー
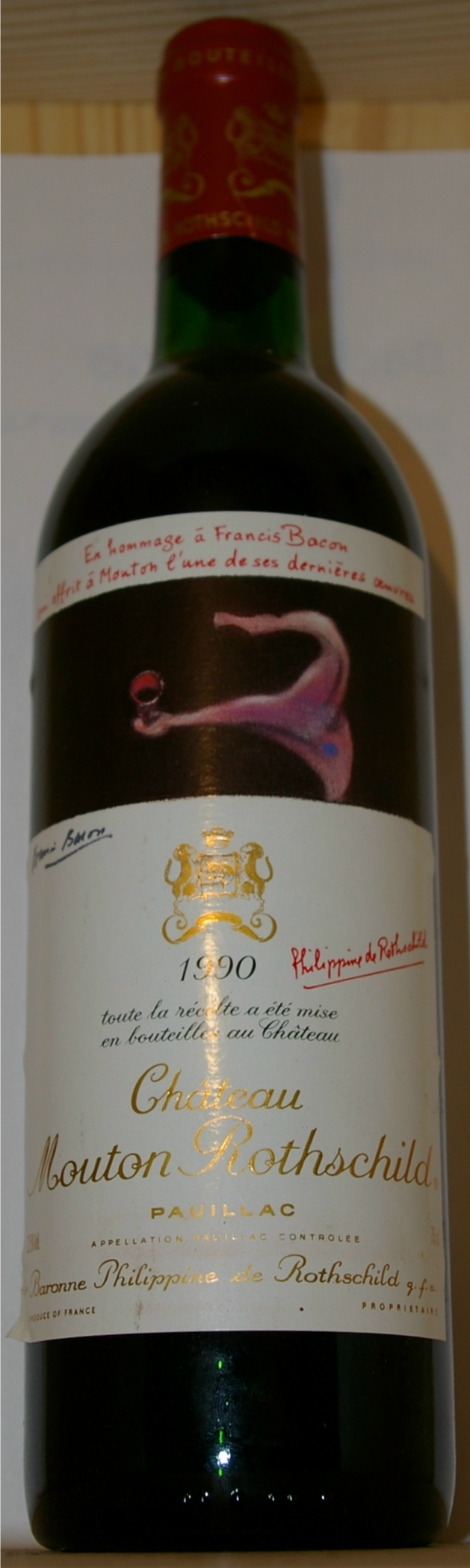
1972年：セルジュ・ポリアコフ
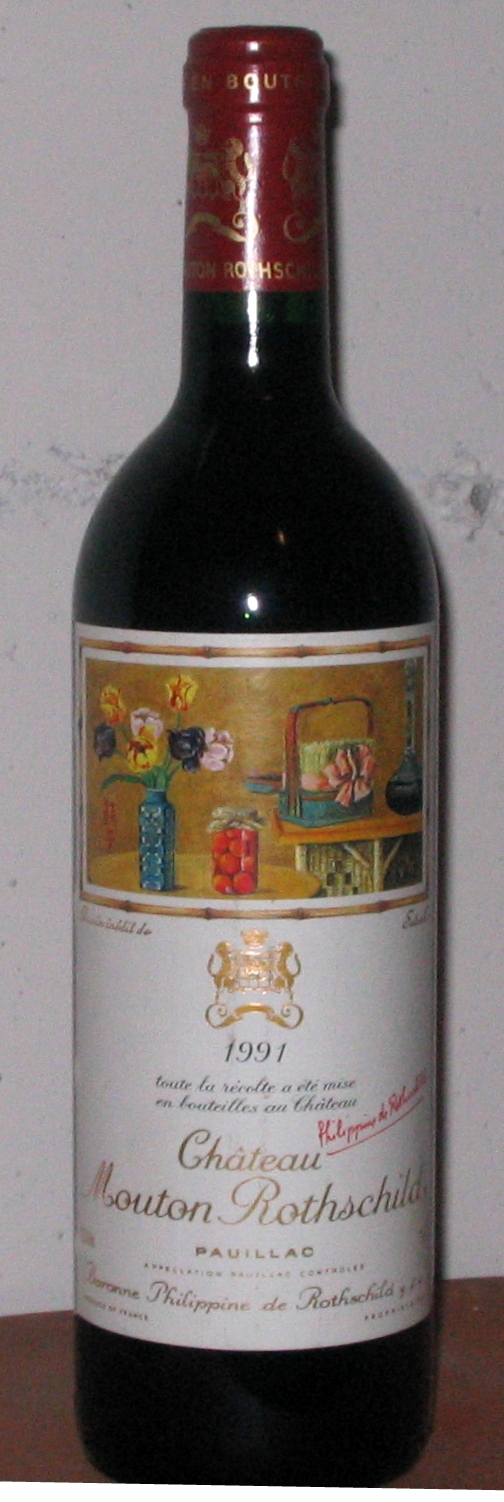
1973年：パブロ・ピカソ
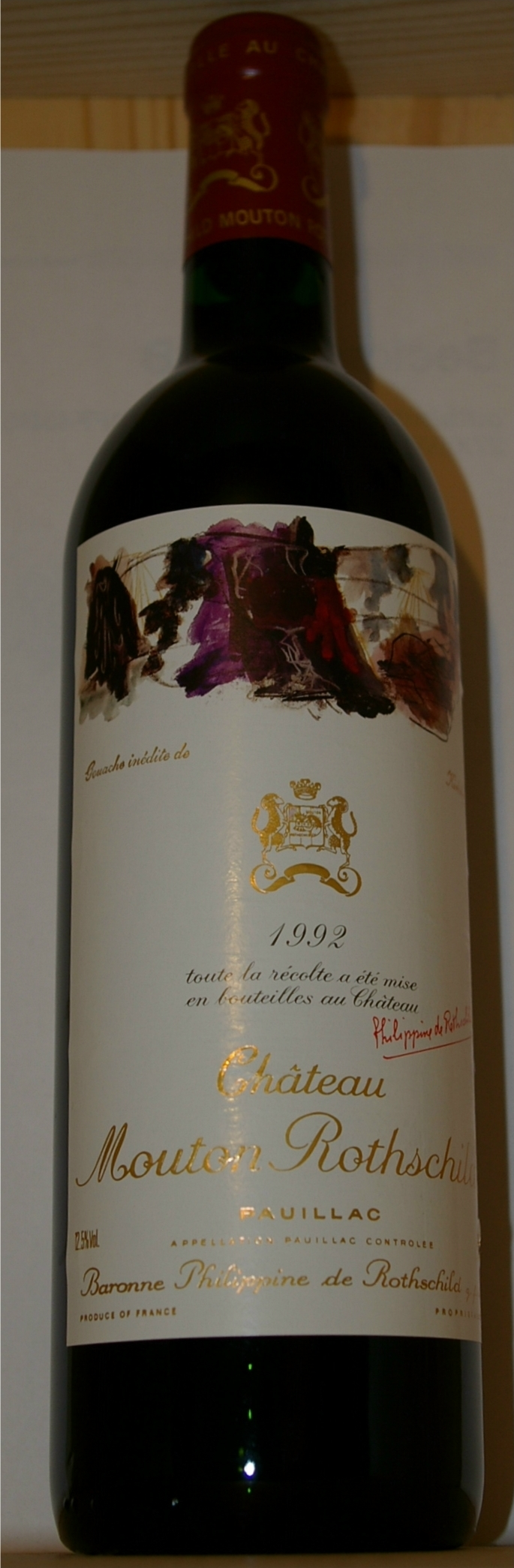
1974年：ロバート・マザウェル
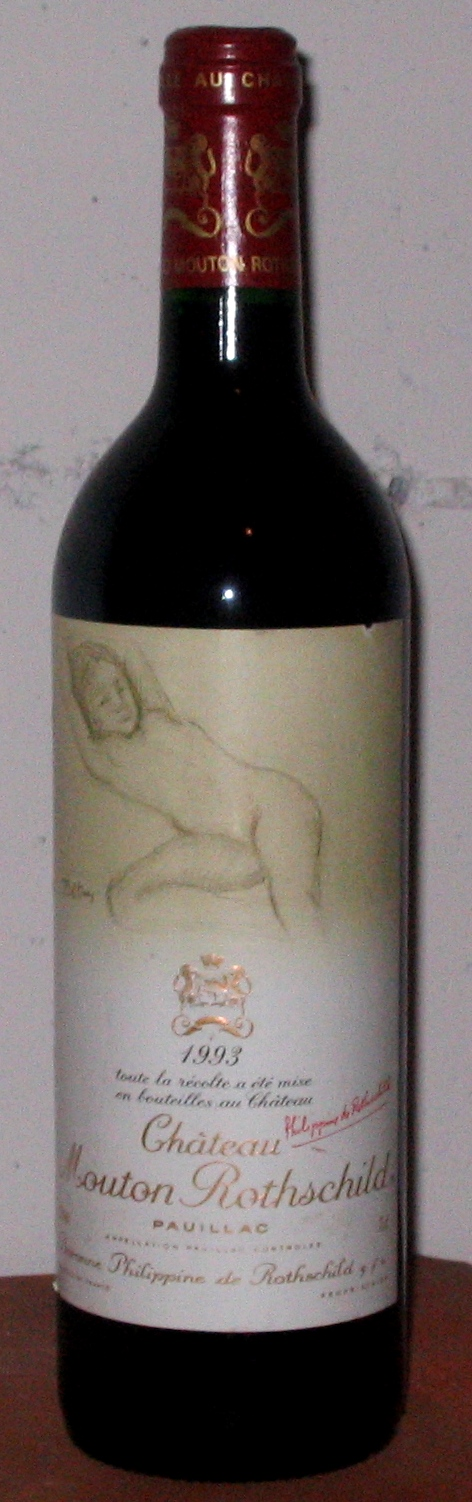
1975年：アンディ・ウォーホル
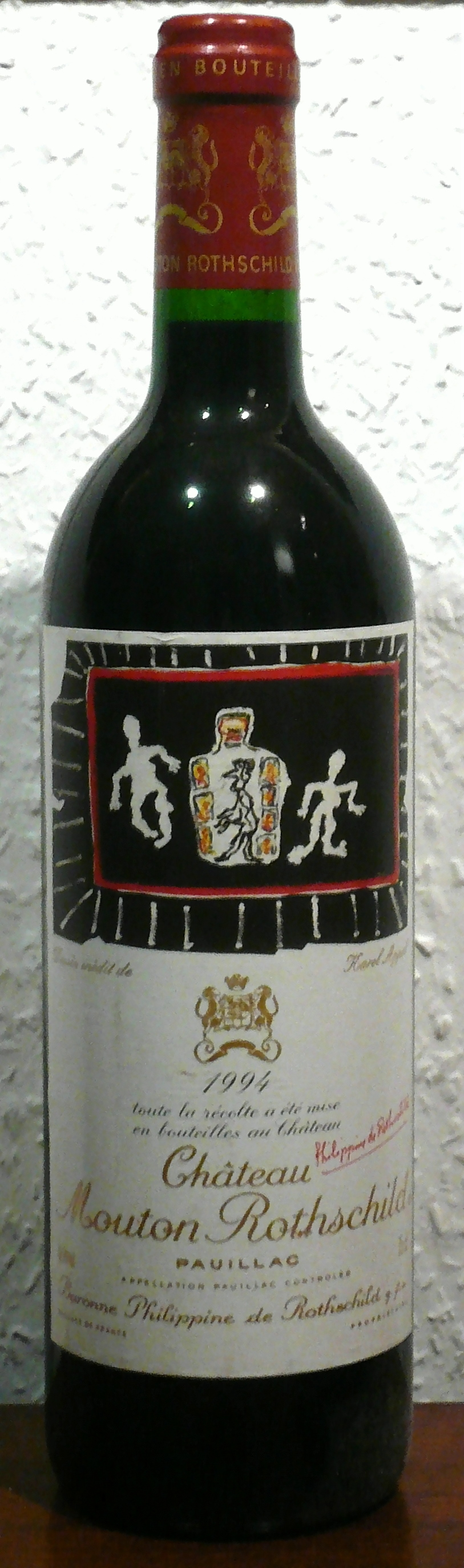
1976年：ピエール・スーラージュ
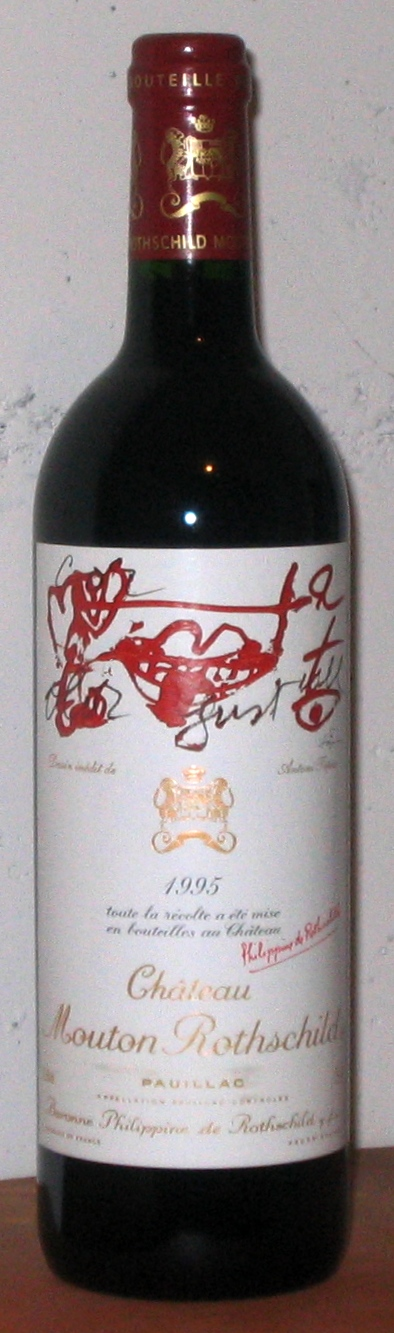
1978年：ジャン＝ポール・リオペル
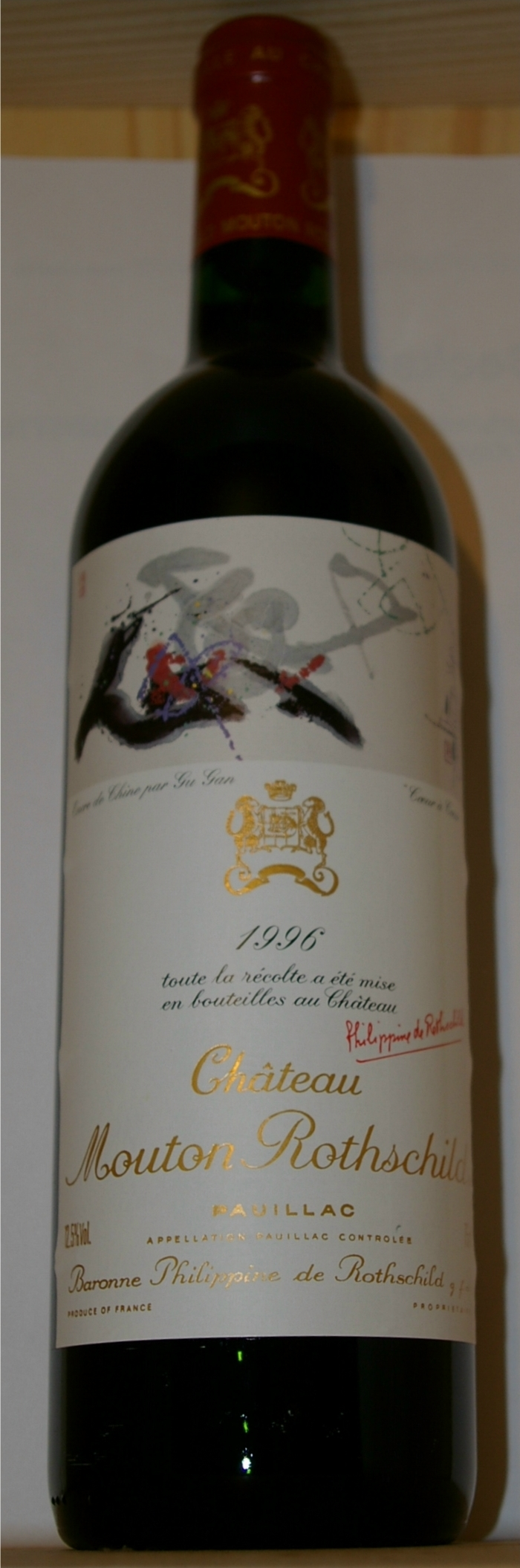
1979年：堂本尚郎
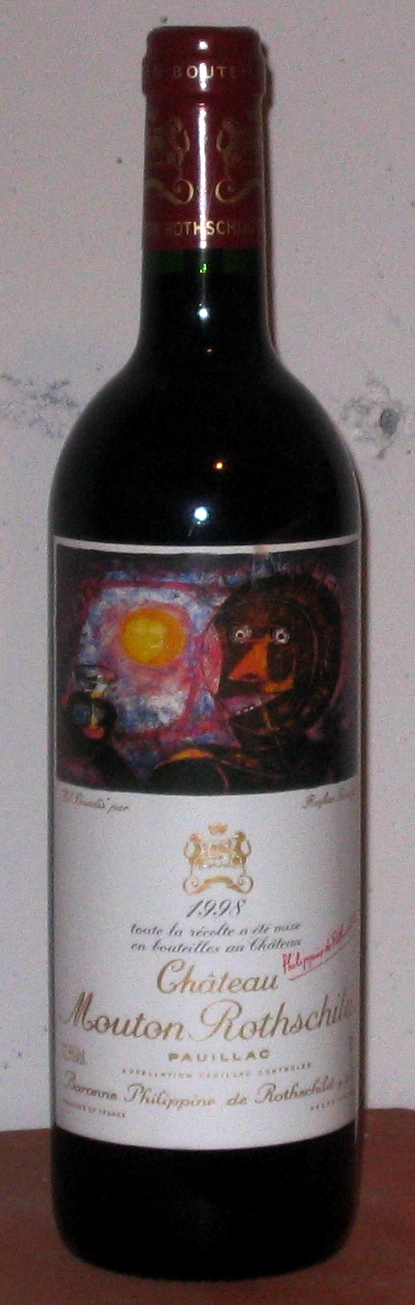
1980年：ハンス・アルトゥング
- 1981年：アルマン
- 1982年：ジョン・ヒューストン
- 1983年：ソール・スタインバーグ
- 1984年：アガム
- 1985年：ポール・デルヴォー
- 1986年：ベルナール・セジュルネ
- 1987年：ハンス・エルニ
- 1988年：キース・ヘリング
- 1989年：ゲオルグ・バゼリッツ
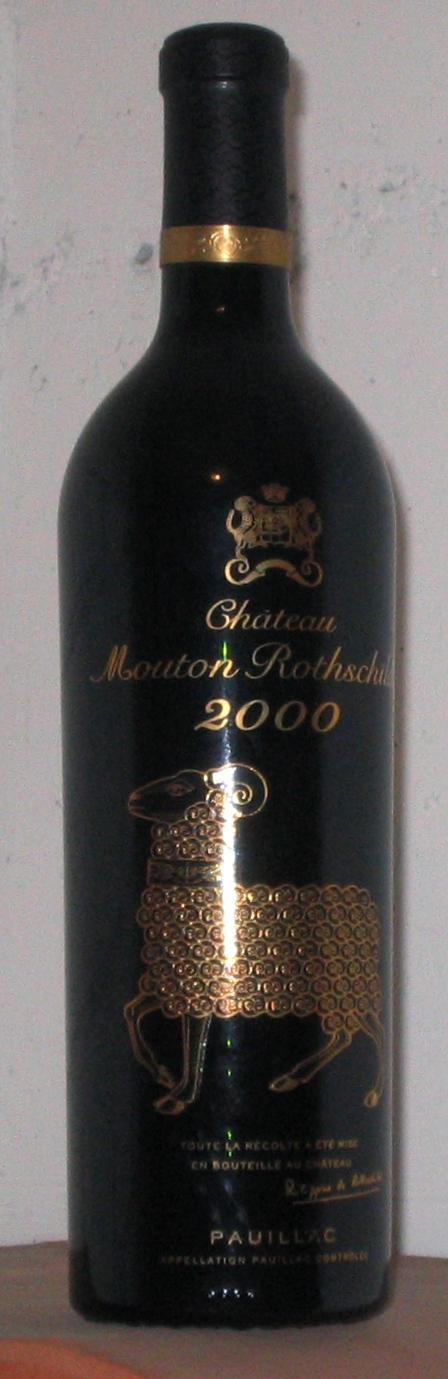
1990年：フランシス・ベーコン
- 1991年：クロソフスキー・ド・ローラ・セツコ(出田節子)
- 1992年：ペール・キルケビー
- 1993年：バルテュス
- 1994年：カレル・アペル
- 1995年：アントニ・タピエス
- 1996年：グー・ガン(古干)
- 1997年：ニキ・ド・サンファル
- 1998年：ルフィーノ・タマヨ
- 1999年：レイモン・サヴィニャック
- 2001年：ロバート・ウィルソン
- 2002年：イリヤ・カバコフ
- 2005年：ジュゼッペ・ペノーネ
- 2006年：ルシアン・フロイド
- 2007年：ベルナール・ベネ
- 2008年：シュ・レイ(徐累)
- 2009年：アニッシュ・カプーア
- 2010年：ジェフ・クーンズ
- 2011年：ギ・ド・ルージュモン
- 2012年：ミケル・バルセロ
- 2013年：リ・ウーファン(李禹煥)
- 2014年：デイヴィッド・ホックニー
- 2015年：ゲルハルト・リヒター
- 2016年：ウィリアム・ケントリッジ
- 2017年：アネット・メサジェ
- 2021年：塩田千春
- 2022年：ジェラール・ガルースト

- 1975
- 1983
- 1990
- 1991
- 1992
- 1993
- 1994
- 1995
- 1996
- 1998
- 2000

## 近年の動向
1980年、シャトーはロバート・モンダヴィとの合弁事業により、カリフォルニアのオークヴィルにオーパス・ワン・ワイナリーを設立すると公式に発表した。
1990年代にはコー・デュボア大統領の指揮の下、南北アメリカに大規模拡大し、会社の取引高のほぼ半分を占めるようになった。1997年、シャトー・ムートン・ロートシルトはチリのコンチャ・イ・トロと協力し、マイポ渓谷に新しいワイナリーを作り、カベルネ・ソーヴィニヨン種をベースにした良質な赤ワイン、アルマヴィヴァ（Almaviva Winery）をプロデュースした。
1988年にフィリップ男爵が死去すると、一人娘のフィリピーヌ・ド・ロスシルド男爵夫人が3人の子供たちと共に事業を引き継いだ。
2003年6月、シャトーはワイン博覧会の最後にフラワー・フェスティバル（ La Fête de la Fleur ）を開催し、150周年記念を祝った。
2014年にフィリピーヌが死去、以後は彼女の3人の子供たち、長女カミーユ・セレイス・ド・ロスシルド、長男フィリップ・セレイス・ド・ロスシルド、次男ジュリアン・ド・ボーマルシェ・ド・ロスシルドがシャトーの共同オーナーとなっている。カミーユとジュリアンは、監査役会長であるフィリップと緊密に協力し合っている。

## 文化的引用
日本の人気漫画『神の雫』1巻の中で、遠峰一青（とおみね　いっせい）は1982年ヴィンテージのシャトー・ムートン・ロートシルトについて、その豊かなテロワール（ブドウの育った土地の特色）にからめて、ジャン＝フランソワ・ミレーの名画「晩鐘」に例えている。
同じくワイン漫画の『ソムリエ (漫画)』では、行き詰まりに悩むパリの画家の話や、主人公と父の確執の中身が明かされる話で、このワインが登場する。
007 ダイヤモンドは永遠にではラストに登場し、ボンドがソムリエになりすました敵に「この豪華な食事にはクラレットが合うのに」とカマをかける。すると「左様でございますが、残念ながら当船にはあまり置いておりませんで」と返されたことで敵だと見破る。